# Friends (US-amerikanische Band)
Friends (ursprünglich Perpetual Crush) ist eine US-amerikanische Indie-Pop-Band aus Brooklyn (New York), die im Jahr 2010 gegründet wurde.
Der Band gehören neben der Sängerin Samantha Urbani auch Lesley Hann (Schlagzeug, Bass, Begleitgesang), Nikki Shapiro (Gitarre, Keyboard, Percussion), Matthew „Matt“ Molnar (Keyboard, Bass, Percussion) und Oliver Duncan (Schlagzeug) an.

## Geschichte
Ihren Ursprung hatte die Band, als Urbani während ihres Studiums Songs auf ihrem Laptop schrieb, statt dem Unterricht zu folgen. Diese nahm sie dann mit ihrem Mobiltelefon auf und „produzierte“ so den ersten Song Friend Crush. Nach einer E-Mail an ihren Freund Matthew Molnar, den späteren Keyboarder der Band, holte sie diesen mit ins Boot und brachte nach einem Gespräch auf einer Party auch ihre Schulfreundin Nikki Shapiro dazu, der neuen Band beizutreten. Molnar und Shapiro waren sich bereits vertraut, da beide zuvor in dem veganen Restaurant Angelica Kittchen in Manhattan angestellt waren.
Während einer Plattwanzen-Plage im September 2010 musste Lesley Hann, ein Freund Urbanis aus Kindertagen, seine Wohnung mitsamt seinem Mitbewohner Oliver Duncan verlassen und kam schließlich auf Urbani, um dort vorübergehend wohnen zu können. Die beiden schlossen sich der Band an und diese probte anschließend eine Woche lang in Molnars Wohnung, ehe sie ein erstes Konzert spielte.
Am 21. März 2011 veröffentlichte die Band Friend Crush als ihre erste Single und ließ am 31. Oktober desselben Jahres zeitgleich I’m His Girl und My Boo folgen. Nach der Veröffentlichung der Singles ging die Band Anfang 2012 auf Europatournee. So spielte sie unter anderem Konzerte in Berlin und Hamburg, ehe am 4. Juni 2012 ihr erstes Album Manifest! auf dem Label Fat Possum Records als LP und Downloadversion veröffentlicht wurde, einen Tag später folgte die Veröffentlichung bei Lucky Number Music.
Das Album wurde von Kritikern im Vorfeld der Veröffentlichung sehr gelobt und löste einen gewissen Hype um die Band aus. Die hohen Erwartungen konnte das Album allerdings nicht erfüllen: In der ersten Woche erreichte es lediglich Platz 100 in den UK-Albumcharts, in Deutschland stieg es nicht in die Charts ein.

## Diskografie

### Singles
- Friend Crush (2011)
- I’m His Girl / My Boo (2011)
- Mind Control (2012)

### Alben
- Manifest! (5. Juni 2012)

## Rezeption
Die Band wird von vielen Kritikern als ein Inbegriff der Hipster-Bewegung gesehen. So schreibt das Rolling-Stone-Magazin in der Februar-Ausgabe 2012 über die Band, dass man diese fast schon als Parodie auf ebendiese Hipster verstehen könnte. Die Band zeichnet sich durch extrem ungekämmte Haare, Neonbrillen und Skinny-Hosen geradewegs dazu aus.
Dieser Stil wird auch von anderen Kritikern und Musikzeitschriften aufgefasst. So beschreibt beispielsweise der Musikexpress die Band am 21. Mai 2012 als „überzeugte Second-Hand-Träger“.
Musikalisch gesehen stand die Band auf zahlreichen Listen an Musik, die im Jahr 2012 für Furore sorgen sollten. So wurde sie unter anderem auf der „BBC Sound-of-2012“-Liste genannt und auch in der Februar-Ausgabe des Rolling Stone war die Band neben Azealia Banks, Alabama Shakes und neun anderen Bands eine der vielversprechendsten Newcomer der Saison.